# Mount Lloyd
Mount Lloyd ist ein 3210 m hoher Berg in der antarktischen Ross Dependency. In der Holland Range ragt er nördlich des Hewitt-Gletschers, 11 km nördlich des Mount Miller und 20 km westlich des Mount Tripp auf.
Teilnehmer der Nimrod-Expedition (1907–1909) unter der Leitung des britischen Polarforschers Ernest Shackleton entdeckten ihn. Die Benennung ist nicht überliefert. Der vermutliche Namensgeber ist der irische Physiker Humphrey Lloyd (1800–1881).